# Ułudka wiosenna
Ułudka wiosenna (Omphalodes verna Moench) – gatunek rośliny należący do rodziny ogórecznikowatych (Boraginaceae). Pochodzi ze środkowej i południowo-wschodniej Europy. Jest uprawiana w wielu krajach jako roślina ozdobna (w Polsce rzadko), czasami dziczeje z upraw.

## Morfologia i biologia

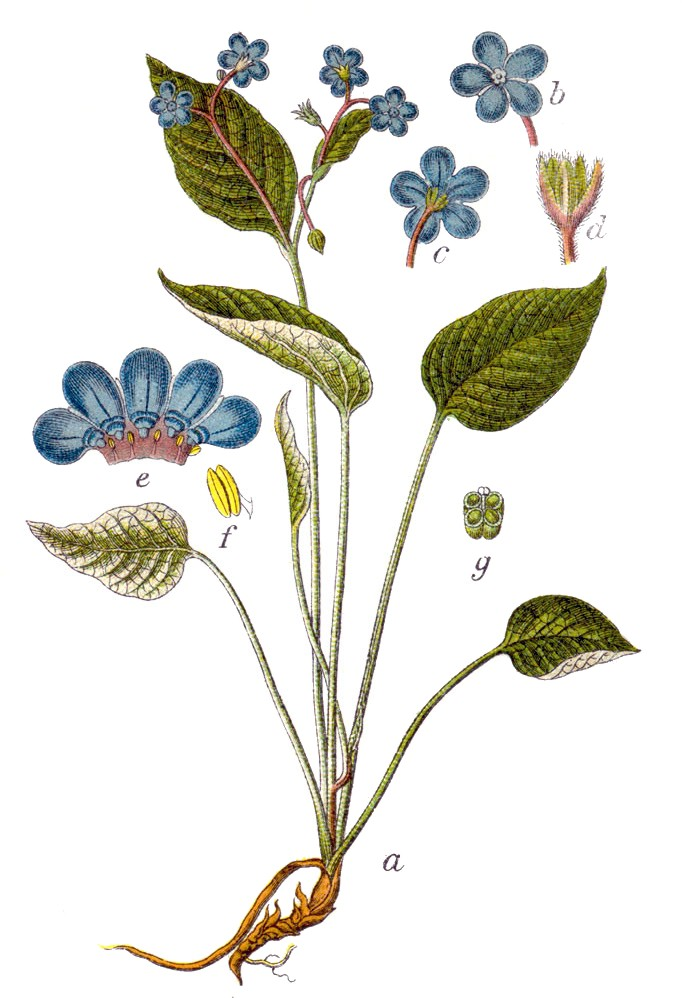
Morfologia

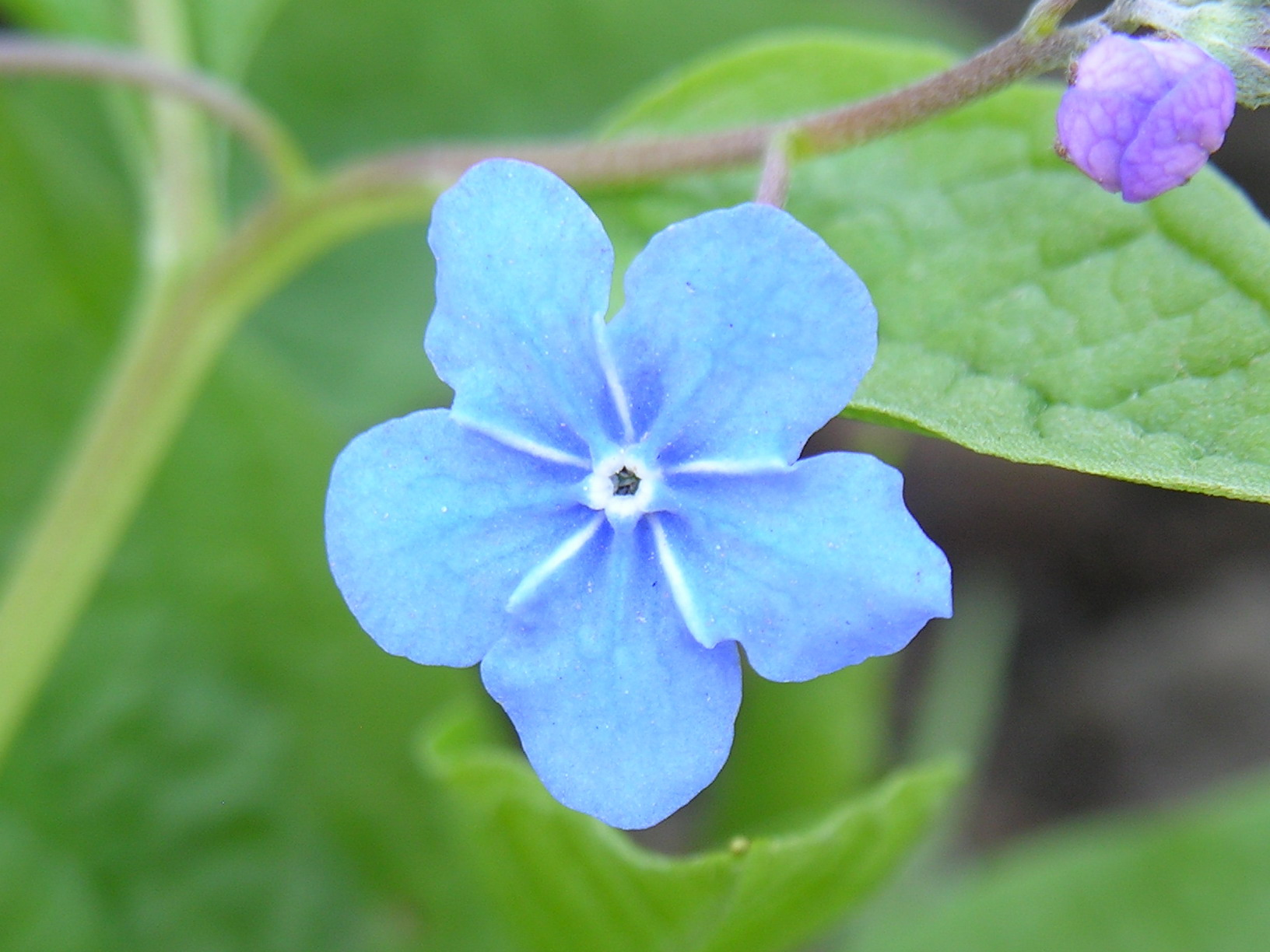
Kwiat

PokrójBylina o częściowo zimozielonych liściach, hemikryptofit i wysokości do ok. 20 cm.
LiścieCzęść liści w różyczce liściowej. Są pojedyncze, sercowato-jajowate, duże, długoogonkowe.
KwiatyZebrane w luźne szczytowe grona. U typowej formy są jasnoniebieskie z białym oczkiem (złożonym z białych osklepek). Mają średnicę 7–15 mm i z wyjątkiem najniższego nie posiadają przysadek. Łatki korony są krótkie i stępione.

## Biologia
Kwitnie od kwietnia do maja. Liczba chromosomów 2n = 48.

## Zastosowanie i uprawa
Nadaje się jako roślina okrywowa lub do alpinarium. Może być uprawiana w strefach 6–9, w rejonach zimniejszych wymaga okrycia na zimę. Oprócz typowej formy uprawiane są kultywary różniące się kolorem kwiatów, wielkością. Gleba powinna być stale wilgotna i przepuszczalna. Rozmnaża się przez wysiew nasion wczesną wiosną wprost do gruntu, lub jesienią przez podział.